# Cornelia Ardelean
Cornelia Ardelean (n. 20 ianuarie 1959, Arad) este un fost deputat român, membru al Parlamentului României în legislatura 2004-2008 ales în grupul parlamentar PC. În cadrul activității sale parlamentare, Cornelia (Lia) Ardelean a fost membru în grupurile parlamentare de prietenie cu Republica Franceză-Adunarea Națională, Republica Malta și Ungaria.